# Pamplie
Pamplie ist eine französische Gemeinde mit 256 Einwohnern (Stand: 1. Januar 2022) im Département Deux-Sèvres in der Region Nouvelle-Aquitaine (vor 2016: Poitou-Charentes). Sie gehört zum Arrondissement Parthenay und zum Kanton Autize-Égray.
Die Einwohner werden Pampliens und Pampliennes genannt.

## Geographie
Pamplie liegt etwa 23 Kilometer nördlich von Niort am Flüsschen Miochette.

### Nachbargemeinden
Umgeben wird Pamplie von den Nachbargemeinden Le Retail im Norden, Les Groseillers im Osten, Cours im Südosten, Surin im Süden, Xaintray im Südwesten und Westen sowie Fenioux im Westen und Nordwesten.

## Bevölkerungsentwicklung

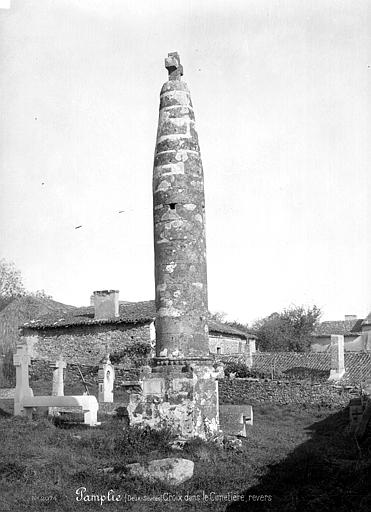
Friedhofs- oder Hosianna-Kreuz

| Jahr                       | 1962 | 1968 | 1975 | 1982 | 1990 | 1999 | 2006 | 2019 |
| Einwohner                  | 469  | 407  | 316  | 310  | 292  | 271  | 263  | 265  |
| Quellen: Cassini und INSEE |      |      |      |      |      |      |      |      |